# Monte Wilson (California)
El monte Wilson es un pico de la sierra de San Gabriel, ubicado dentro de Monumento Nacional de las Montañas de San Gabriel y del bosque nacional de Ángeles en el Condado de Los Ángeles (California, Estados Unidos). Con una escasa prominencia relativa, el pico no se aprecia a simple vista desde la distancia, aunque es fácilmente identificable debido al gran parque de antenas situado cerca de su cima. Es un pico subsidiario del cercano pico de San Gabriel.
Es conocido por ser la ubicación del Observatorio del Monte Wilson, una importante instalación astronómica del sur de California, que cuenta con dos telescopios históricos de 60 pulgadas (152 cm) y de 100 pulgadas (254 cm) de apertura, y dos torres solares de 60 pies (18,3 m) y de 150 pies (45,7 m) de altura. El CHARA Array, un telescopio más moderno gestionado por la Universidad Estatal de Georgia también está ubicado allí y realiza importantes investigaciones estelares interferométricas.
La cumbre alcanza los 5710 pies (1740 m) sobre el nivel del mar. Si bien no es el pico más alto en sus alrededores, tiene una elevación suficiente como para que la nieve a veces pueda interrumpir las actividades astronómicas en la montaña. Todas las cimas al sur de la cumbre son mucho más bajas, por lo que desde el monte Wilson se puede divisar sin obstáculos el valle de Los Ángeles, el condado de Orange, Inland Empire y el condado de Ventura, el condado de San Diego y el océano Pacífico. La mayoría de los días es visible la isla de Santa Catalina, situada unas 65 millas (104,6 km) al sur. En días despejados también se puede divisar algunas de las islas del archipiélago del Norte, como San Clemente (a 95 millas (152,9 km)), Santa Bárbara (a 76 millas (122,3 km)), San Nicolás (a 107 millas (172,2 km)), Santa Cruz (a 98 millas (157,7 km)) y San Miguel (a 133 millas (214 km)). A una altitud de 5710 pies (1740,4 m), el horizonte en el océano se extiende hasta 92 millas (148,1 km).
El monte Wilson también sirve de base para numerosas antenas de radio y de televisión de las emisoras que cubren el área del Gran Los Ángeles.

## Clima
| Parámetros climáticos promedio de Monte Wilson, California, 1991-2020 normales | Parámetros climáticos promedio de Monte Wilson, California, 1991-2020 normales | Parámetros climáticos promedio de Monte Wilson, California, 1991-2020 normales | Parámetros climáticos promedio de Monte Wilson, California, 1991-2020 normales | Parámetros climáticos promedio de Monte Wilson, California, 1991-2020 normales | Parámetros climáticos promedio de Monte Wilson, California, 1991-2020 normales | Parámetros climáticos promedio de Monte Wilson, California, 1991-2020 normales | Parámetros climáticos promedio de Monte Wilson, California, 1991-2020 normales | Parámetros climáticos promedio de Monte Wilson, California, 1991-2020 normales | Parámetros climáticos promedio de Monte Wilson, California, 1991-2020 normales | Parámetros climáticos promedio de Monte Wilson, California, 1991-2020 normales | Parámetros climáticos promedio de Monte Wilson, California, 1991-2020 normales | Parámetros climáticos promedio de Monte Wilson, California, 1991-2020 normales | Parámetros climáticos promedio de Monte Wilson, California, 1991-2020 normales |
| Mes                                                                            | Ene.                                                                           | Feb.                                                                           | Mar.                                                                           | Abr.                                                                           | May.                                                                           | Jun.                                                                           | Jul.                                                                           | Ago.                                                                           | Sep.                                                                           | Oct.                                                                           | Nov.                                                                           | Dic.                                                                           | Anual                                                                          |
| ------------------------------------------------------------------------------ | ------------------------------------------------------------------------------ | ------------------------------------------------------------------------------ | ------------------------------------------------------------------------------ | ------------------------------------------------------------------------------ | ------------------------------------------------------------------------------ | ------------------------------------------------------------------------------ | ------------------------------------------------------------------------------ | ------------------------------------------------------------------------------ | ------------------------------------------------------------------------------ | ------------------------------------------------------------------------------ | ------------------------------------------------------------------------------ | ------------------------------------------------------------------------------ | ------------------------------------------------------------------------------ |
| Temp. máx. abs. (°C)                                                           | 25                                                                             | 26.7                                                                           | 28.3                                                                           | 30                                                                             | 33.3                                                                           | 38.3                                                                           | 38.9                                                                           | 38.3                                                                           | 36.7                                                                           | 34.4                                                                           | 28.9                                                                           | 25.6                                                                           | '                                                                              |
| Temp. máx. media (°C)                                                          | 11.9                                                                           | 12.1                                                                           | 13.1                                                                           | 16.2                                                                           | 20.3                                                                           | 25.3                                                                           | 28.6                                                                           | 28.9                                                                           | 26.6                                                                           | 21.4                                                                           | 16.6                                                                           | 12.6                                                                           | 19.5                                                                           |
| Temp. media (°C)                                                               | 7.1                                                                            | 6.8                                                                            | 8.2                                                                            | 10.7                                                                           | 14.6                                                                           | 19.3                                                                           | 22.8                                                                           | 23.1                                                                           | 20                                                                             | 15.7                                                                           | 11.1                                                                           | 7.2                                                                            | 13.9                                                                           |
| Temp. mín. media (°C)                                                          | 2.3                                                                            | 2.6                                                                            | 3.2                                                                            | 5.4                                                                            | 9                                                                              | 14.2                                                                           | 17.9                                                                           | 17.7                                                                           | 15                                                                             | 10.7                                                                           | 6.3                                                                            | 3                                                                              | 9.1                                                                            |
| Temp. mín. abs. (°C)                                                           | -12.8                                                                          | -11.7                                                                          | -10                                                                            | -7.8                                                                           | -5.6                                                                           | -1.7                                                                           | 3.3                                                                            | 2.8                                                                            | 1.1                                                                            | -7.8                                                                           | -9.4                                                                           | -12.2                                                                          | '                                                                              |
| Precipitación total (mm)                                                       | 196.3                                                                          | 209.8                                                                          | 143                                                                            | 52.1                                                                           | 26.7                                                                           | 5.3                                                                            | 5.3                                                                            | 0.3                                                                            | 8.1                                                                            | 33.3                                                                           | 88.4                                                                           | 113.3                                                                          | 881.9                                                                          |
| Nevadas (cm)                                                                   | 9.1                                                                            | 6.1                                                                            | 7.6                                                                            | 3.6                                                                            | 0.3                                                                            | 0                                                                              | 0                                                                              | 0                                                                              | 0                                                                              | 0                                                                              | 1.5                                                                            | 4.3                                                                            | 32.5                                                                           |
| Días de precipitaciones (≥ 0.01 in)                                            | 6.7                                                                            | 8.6                                                                            | 6.8                                                                            | 4.4                                                                            | 2.5                                                                            | 1.0                                                                            | 1.0                                                                            | 0.4                                                                            | 1.0                                                                            | 2.9                                                                            | 4.2                                                                            | 6.8                                                                            | 46.3                                                                           |
| Fuente: NOAA                                                                   |                                                                                |                                                                                |                                                                                |                                                                                |                                                                                |                                                                                |                                                                                |                                                                                |                                                                                |                                                                                |                                                                                |                                                                                |                                                                                |

## Historia

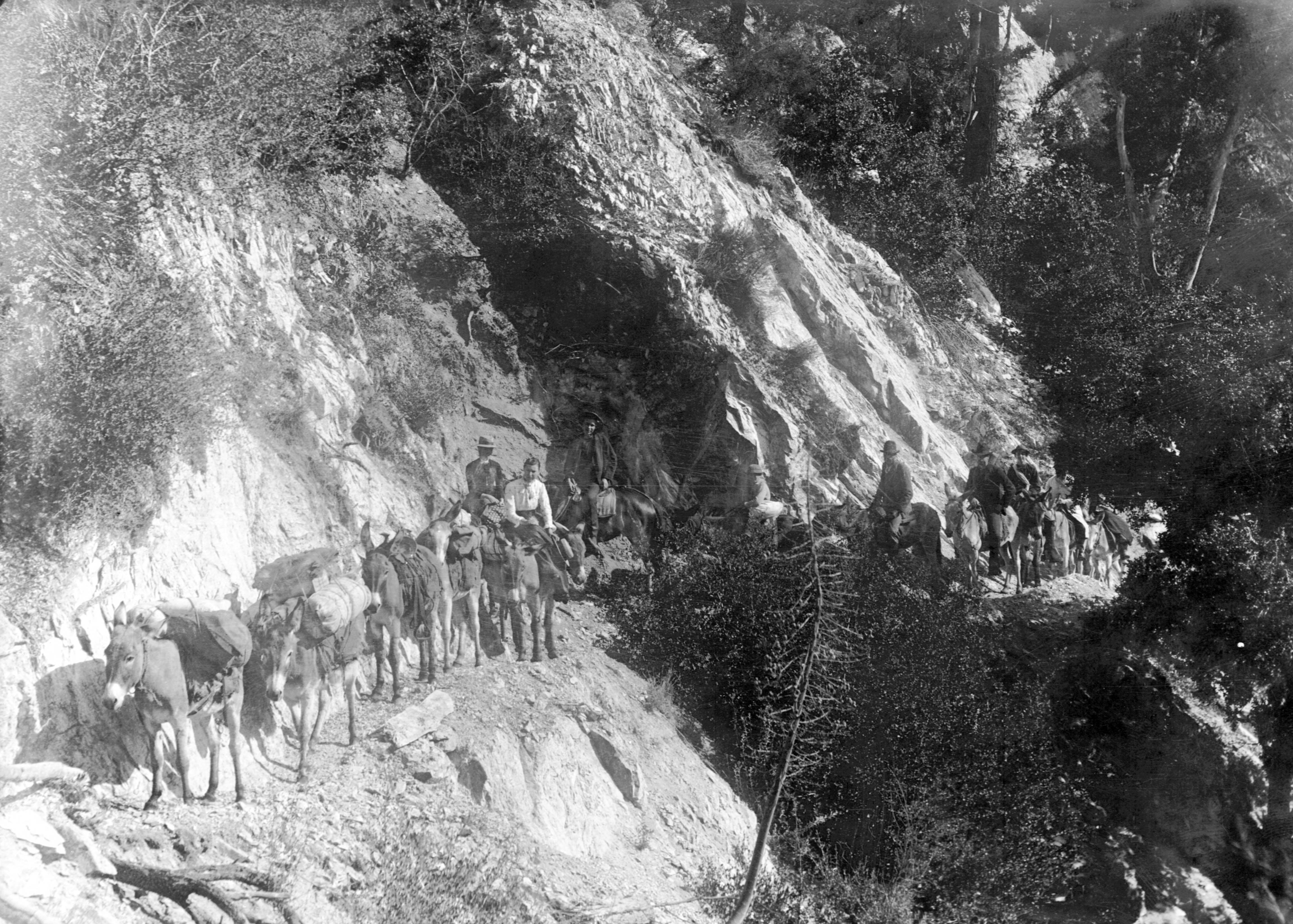
Caravana de transporte sobre mulos en el pico Wilson, en el camino de la Sierra Madre, c. 1900. Foto de George Wharton James

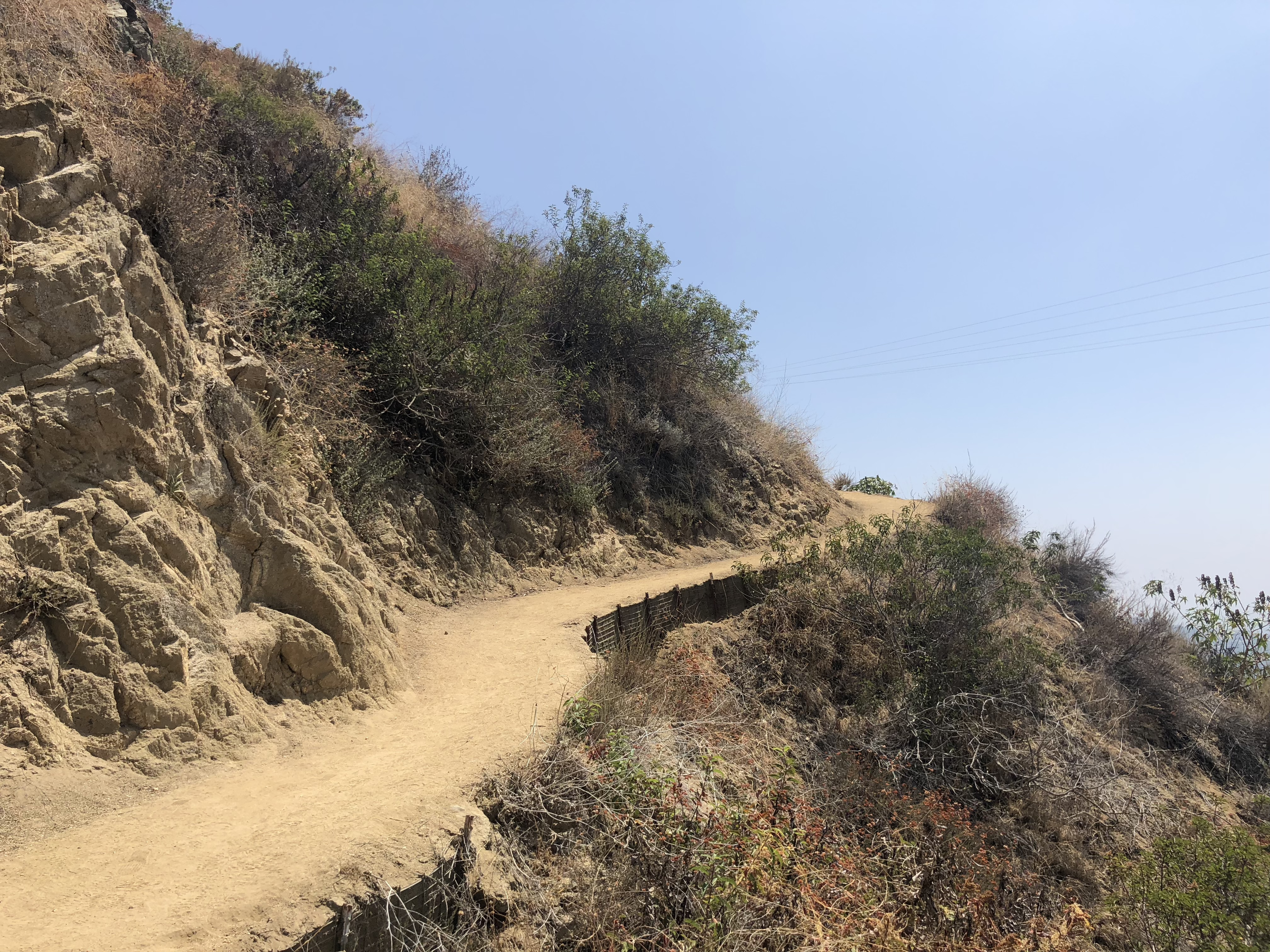
El sendero del monte Wilson todavía está abierto a los excursionistas en la actualidad

Los habitantes nativos de la sierra de San Gabriel probablemente pertenecían a varias tribus de la etnia tongva que vivían en los valles bajos. Los afloramientos de granito en Angeles Crest muestran signos de preparaciones de comida con muelas de metate talladas en superficies rocosas.
La primera exploración registrada de la montaña fue realizada por Benjamin Davis Wilson, también conocido como "Don Benito". Wilson, que era el abuelo de George Patton, era propietario del rancho San Pascual alrededor de 1852 y dirigía una bodega en su casa, "Lake Vineyard", que estaba en el área de la actual localidad de San Marino. Wilson esperaba encontrar una madera adecuada para sus barricas, pero quedó decepcionado por la mala calidad de los árboles de la montaña. Construyó un sendero, siguiendo una ruta india establecida, que se conoció como Mount Wilson Trail. A su vez, el trazado de Wilson se convirtió en el antecesor de la carretera de peaje del Monte Wilson. Le sorprendió encontrar chozas en la cima, probablemente abandonadas por los primeros colonos españoles, conocidos por dar batidas de caza para eliminar a los peligrosos osos grizzly. Construyó una cabaña de tres habitaciones en el sendero llamada "Halfway House". A pesar de que Wilson no pudo encontrar madera adecuada para sus barricas, la caminata se convirtió en un pasatiempo popular para los lugareños que hacían un viaje de fin de semana a la cumbre. Estos excursionistas encendías fogatas de señales en la cima para que la gente de abajo supiera que el grupo había llegado sano y salvo.

## Astronomía

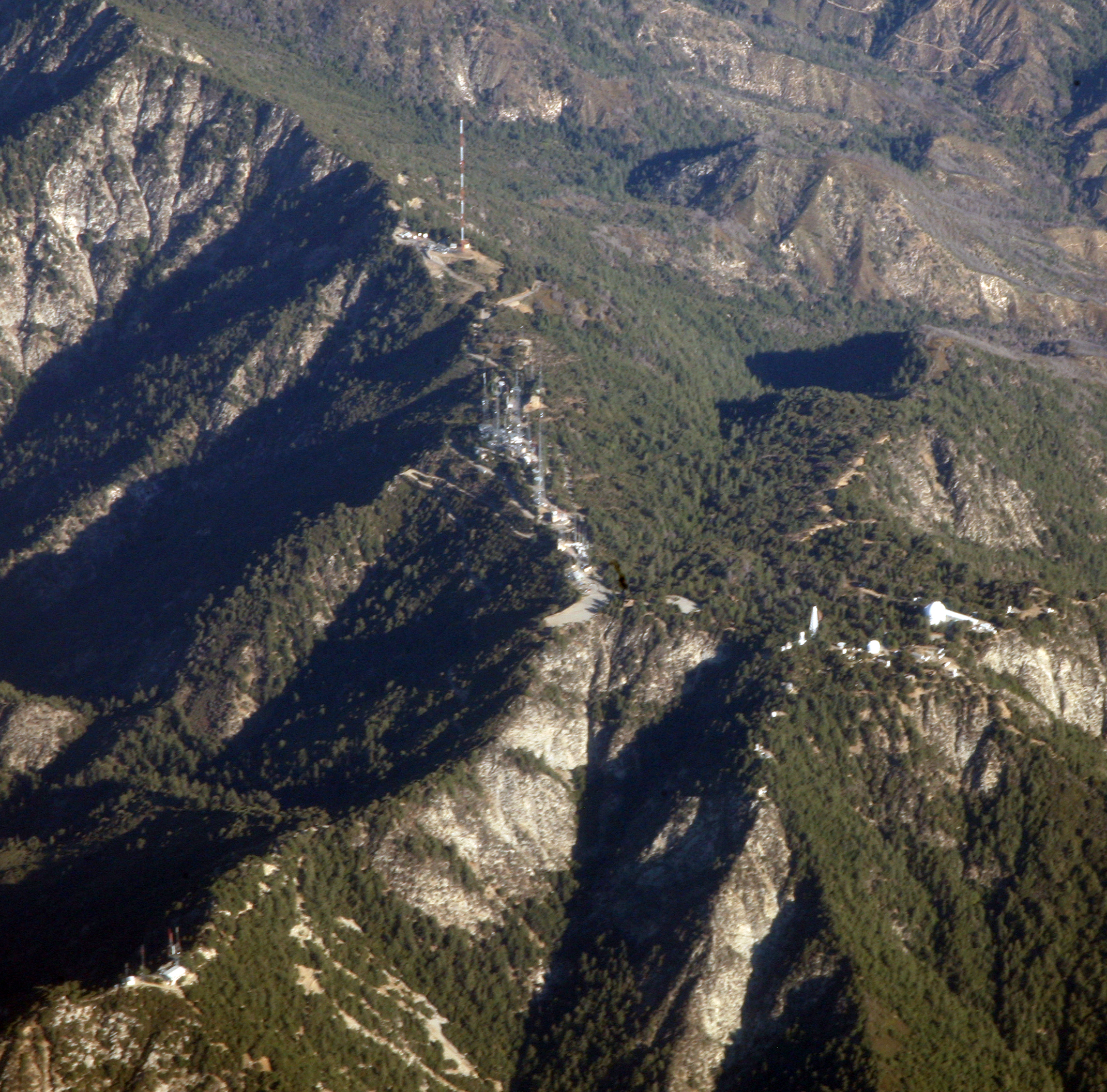
Foto aérea del monte Wilson, que muestra el parque de antenas Radio Ridge y el Observatorio. Foto de Doc Searls

En 1889, el profesor William Pickering de la Universidad de Harvard, junto con el fabricante de telescopios Alvan Clark, prepararon un experimento con telescopios de 4 y 13 pulgadas (10 y 33 cm) en el monte Wilson. Los estudiantes universitarios operaban los telescopios para observar durante la noche, pero la mayoría de las veces no podían trabajar debido al mal tiempo y a la falta de visibilidad, y se dirigían a la ciudad para evitar el aburrimiento. El pequeño observatorio fue abandonado con planes de construir uno más grande en una fecha posterior.
En 1891, Thaddeus S. C. Lowe fundó el Ferrocarril de Pasadena & Mount Wilson con la idea de construir un recorrido panorámico de montaña hasta la cima del monte Wilson. Al mismo tiempo, se producían disputas por las tierras y las servidumbres entre los propietarios del campamento, Steils y Strain, y sobre el uso público y privado del sendero del monte Wilson. Los tribunales dictaminaron que el sendero era una vía pública y que cualquier bloqueo sería ilegal. Al pie de la montaña, un contratista local, Thomas Banbury, construyó una carretera de 10 millas (16,1 km) de longitud que sería llamada "The New Mount Wilson Trail", actualmente la carretera de peaje del monte Wilson. La tarifa era de 25 centavos de ida y vuelta para los excursionistas (8) y de 50 centavos a caballo.
En 1892, Charles William Eliot, presidente de la Universidad de Harvard, planeó enviar dos lentes 40 pulgadas (101,6 cm) desde Alvan Clark & Sons en Corning, Nueva York, al recién nombrado monte Harvard, directamente adyacente al monte Wilson. El dinero lo aportaría Edward Falles Spence de la Universidad del Sur de California. Walter Raymond, de la agencia de viajes Raymond & Whitcomb, de Boston, y propietario del hotel Raymond de Pasadena, se ofreció a pagar el tren desde Nueva York. Lowe se ofreció a llevar las lentes a través de su ferrocarril del monte Wilson, aún por construir. Spence murió repentinamente y no dejó constancia sobre el dinero necesario para llevar adelante el proyecto. Las lentes terminaron en el Observatorio Yerkes en Wisconsin, y el ferrocarril de Lowe terminó yendo a Oak Mountain (monte Lowe).
En 1901, la Mount Wilson Toll Road Co. había comprado Henninger Flats, Strain's Camp, Martin's Camp y 640 acres (2,6 km²) de la cumbre.
En 1903, George Ellery Hale visitó el Monte Wilson y quedó impresionado por las condiciones perfectas para establecer el observatorio, que se convertiría en el Observatorio del Monte Wilson en 1904. En 1905, el Instituto Carnegie para la Ciencia alquiló los 40 acres (161 874,4 m²) por 99 años para construir telescopios y comenzó la construcción de un nuevo hotel en el Monte Wilson. En 1908, se completó un telescopio de 60 pulgadas (1524,0 mm) en la cumbre y, en 1910, se erigió la Torre Solar de 150 pies (45,7 m). En 1913, el hotel se incendió y fue reemplazado por un segundo hotel, que estuvo en servicio hasta su demolición en 1966. La carretera de peaje se abrió a los automóviles en 1912 y se mantuvo hasta 1936.
En 1917, el telescopio de 100 pulgadas (254 cm) del Observatorio del Monte Wilson se completó y vio la primera luz, siendo el telescopio más grande del mundo hasta la apertura del telescopio Hale de 200 pulgadas (508 cm) en el Observatorio Palomar en 1948.
En 1919, el astrónomo estadounidense Edwin Hubble llegó al monte Wilson y, en la década de 1920, realizó numerosos descubrimientos astronómicos utilizando el telescopio Hooker. Entre sus contribuciones se encuentran la prueba observacional de que bastantes objetos nebulosos son en realidad galaxias más allá de nuestra propia Vía Láctea, la clasificación de galaxias según la secuencia de Hubble y el desarrollo de la ley de Hubble-Lemaître, que relaciona el corrimiento al rojo observado de una galaxia con su distancia. Estas contribuciones llevaron a comprender que el universo no es estático, sino que se expande. Este concepto es la base de la teoría de la cosmología del Big Bang.
En 1926, Albert Abraham Michelson realizó lo que entonces era el cálculo más preciso de la velocidad de la luz, midiendo el tiempo de viaje de ida y vuelta de la luz entre el Monte Wilson y el monte San Antonio, situado a 22 millas (35,4 km) de distancia.

## Parque de antenas

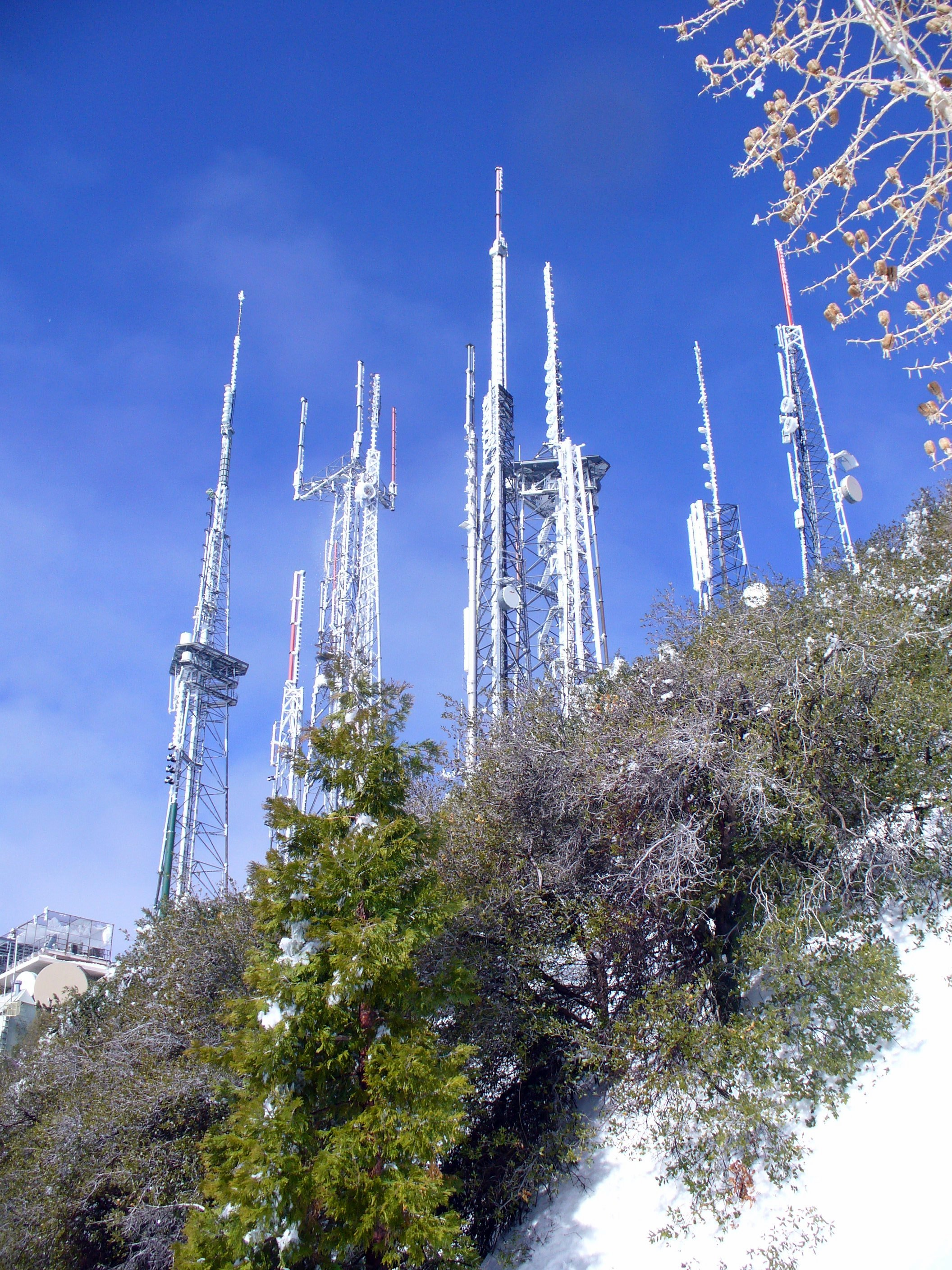
Antenas en el monte Wilson, recubiertas de hielo tras una fuerte helada

La primera antena de televisión en el monte Wilson se erigió en 1947 para el Canal 5 de la estación pionera KTLA. Aproximadamente al mismo tiempo, la primera estación de FM transmitió desde allí, la antigua KFI-FM (cerrada en 1950). La montaña se volvió tan popular como emplazamiento de antenas de transmisores que, en 1963, la empresa Metromedia compró 720 acres (2,9 km²) a la Mount Wilson Hotel Company. Metromedia construyó el Skyline Park, que constaba de un pabellón, un zoológico infantil y paseos ajardinados. El parque cerró en 1976 después de operar con pérdidas durante casi una década. La propiedad ahora alberga numerosos transmisores que prestan servicio al Gran Los Ángeles e incluye instalaciones de retransmisión de radio, televisión y microondas.
La antena más alta, según la base de datos de la FCC, es el mástil arriostrado construido en 1986 para la KCBS-TV, posteriormente propiedad de Richland Towers, que tiene una altura de 972 pies (296,3 m).

### Televisión
Las siguientes estaciones de televisión transmiten desde Mount Wilson:
| Indicativo | Canal virtual | Canal de transmisión | Afiliación                     |
| ---------- | ------------- | -------------------- | ------------------------------ |
| KCBS       | 2             | 31                   | CBS                            |
| KNBC       | 4             | 36                   | NBC                            |
| KTLA       | 5             | 35                   | The CW                         |
| KABC       | 7             | 7                    | ABC                            |
| KFLA-LD    | 8             | 8                    | NewsNet                        |
| KCAL       | 9             | 9                    | Ind.                           |
| KTTV       | 11            | 11                   | Fox                            |
| KCOP-TV    | 13            | 13                   | MyNetwork TV                   |
| KSCI       | 18            | 18                   | Shop LC                        |
| KWHY-TV    | 22            | 4                    | Spanish Ind.                   |
| KNLA-CD    | 25            | 32                   | Daystar                        |
| KCET       | 28            | 28                   | PBS (Estados Unidos)           |
| KPXN       | 30            | 24                   | ION                            |
| KVMD       | 31            | 23                   | Phil McGraw                    |
| KMEX-DT    | 34            | 34                   | Univision                      |
| KTAV-LD    | 35            | 21                   | Almavision                     |
| KTBN-TV    | 40            | 33                   | TBN                            |
| KXLA       | 44            | 30                   | Multicultural Ind. (EMT Media) |
| KSKJ-CD    | 45            | 26                   | ULFN                           |
| KFTR       | 46            | 29                   | UniMás                         |
| KOCE       | 50            | 18                   | PBS (Estados Unidos)           |
| KHIZ-LD    | 51            | 3                    | Ind. (KUSI-TV)                 |
| KVEA       | 52            | 25                   | Telemundo                      |
| KAZA       | 54            | 22                   | MeTV                           |
| KDOC       | 56            | 12                   | TCT                            |
| KJLA       | 57            | 30                   | Visión Latina                  |
| KLCS       | 58            | 28                   | PBS (Estados Unidos)           |
| KRCA       | 62            | 7                    | Estrella TV                    |
| KBEH       | 63            | 4                    | LATV                           |
| KILM       | 64            | 24                   | Bounce TV                      |

La mayoría de las estaciones del área comercial de Los Ángeles que no figuran en la lista anterior transmiten desde Mount Harvard, un pico adyacente. Estas estaciones son (enumeradas por su canal virtual seguido de canal físico): KHTV-CD canal 6/22 (MeTV+), KZNO-LD canal 12/6 (Jewelry TV), KPOM-CD canal 14/27 (Catchy Comedy), y KSFV-CD canal 27/27 (Jewelry TV).

### Radio
Las emisoras de FM son KPCC-FM 89.3, KPFK-FM 90.7, KUSC-FM 91.5, KRRL-FM 92.3, KCBS-FM 93.1, KLLI-FM 93.9, KTWV 94.7, KLOS-FM 95.5, KNX-FM 97.1, KKLA-FM 99.5, KKLQ-FM 100.3, KRTH-FM 101.1, KSCA-FM 101.9, KIIS-FM 102.7, KOST-FM 103.5, KBIG-FM 104.3, KKGO-FM 105.1, KPWR-FM 105.9 y KLVE-FM 107.5.

## Rescate del observatorio
En 1984, el Instituto Carnegie para la Ciencia inició el proceso de cerrar los observatorios del monte Wilson, optando por concentrarse en sitios más nuevos en Chile. En 1986, se formó el Instituto del monte Wilson y se hicieron planes para reabrir los observatorios, de modo que en el año 2000 todos los telescopios volvieran a estar en funcionamiento.
La construcción de seis telescopios de 1 metro comenzó en 1996 por parte del Center for High Angular Resolution Astronomy en la Georgia State University. Esta era la matriz de interferometría óptica más grande en aquel momento. Se inició la construcción de los telescopios en 1999 y la instalación entró en funcionamiento en 2001.